# Trentepohlia (Trentepohlia) pallidipleura
Trentepohlia (Trentepohlia) pallidipleura is een tweevleugelige uit de familie steltmuggen (Limoniidae). De soort komt voor in het Afrotropisch gebied.